# Fechteuropameisterschaften 1995
Die Europameisterschaften im Fechten 1995 fanden im ungarischen Keszthely statt. Es wurden fünf Wettbewerbe im Einzel ausgetragen, Mannschaftswettbewerbe gab es wie im Vorjahr keine. Erfolgreichste Nationen waren Italien und die Ukraine mit jeweils drei Medaillen.

## Herren

### Degen (Einzel)
| Platz | Sportler        | Land |
| ----- | --------------- | ---- |
| 1     | Arnd Schmitt    | GER  |
| 2     | Iván Kovács     | HUN  |
| 3     | Andreas Kertesz | SWE  |
| 3     | Péter Vánky     | SWE  |

### Florett (Einzel)
| Platz | Sportler             | Land |
| ----- | -------------------- | ---- |
| 1     | Serhij Holubyzkyj    | UKR  |
| 2     | Lorenzo Taddei       | ITA  |
| 3     | Uwe Römer            | GER  |
| 3     | Dmitri Schewtschenko | RUS  |

### Säbel (Einzel)
| Platz | Sportler               | Land |
| ----- | ---------------------- | ---- |
| 1     | Raffaello Caserta      | ITA  |
| 2     | Jean-Philippe Daurelle | FRA  |
| 3     | Serhij Berko           | UKR  |
| 3     | Sergei Jermolajew      | RUS  |

## Damen

### Degen (Einzel)
| Platz | Sportler       | Land |
| ----- | -------------- | ---- |
| 1     | Tímea Nagy     | HUN  |
| 2     | Jewa Wybornowa | UKR  |
| 3     | Claudia Bokel  | GER  |
| 3     | Gianna Bürki   | SUI  |

### Florett (Einzel)
| Platz | Sportler         | Land |
| ----- | ---------------- | ---- |
| 1     | Reka Lazăr-Szabo | ROM  |
| 2     | Diana Bianchedi  | ITA  |
| 3     | Jelena Grischina | RUS  |
| 3     | Monika Weber     | GER  |

## Medaillenspiegel
| Platz  | Land        | Gold | Silber | Bronze | Gesamt |
| ------ | ----------- | ---- | ------ | ------ | ------ |
| 1      | Italien     | 1    | 2      | 0      | 3      |
| 2      | Ukraine     | 1    | 1      | 1      | 3      |
| 3      | Ungarn      | 1    | 1      | 0      | 2      |
| 4      | Deutschland | 1    | 0      | 3      | 4      |
| 5      | Rumänien    | 1    | 0      | 0      | 1      |
| 6      | Frankreich  | 0    | 1      | 0      | 1      |
| 7      | Russland    | 0    | 0      | 3      | 3      |
| 8      | Schweden    | 0    | 0      | 2      | 2      |
| 9      | Schweiz     | 0    | 0      | 1      | 1      |
| Gesamt | Gesamt      | 5    | 5      | 10     | 20     |